# 汪直卿
汪直卿，浙江鄞县人，明朝政治人物。
1490年，接替苏章任上海县知县一职，1493年由董钥接任。